# Roser López Monsò
Roser López Monsò (Terrassa 1973-2014) va ser una museòloga, escriptora, activista i artista multidisciplinària catalana.
Després de publicar el recull de poesia Al palmell del cor (2000) i la novel·la curta El mirall de les aigües (2001), el 2007 va iniciar una trajectòria artística molt personal que barreja l'art tèxtil i la poesia visual amb reflexions sobre la intimitat, la feminitat, la memòria i el desig. La seva obra visual s'ha exposat en festivals d'art i mostres de reciclatge artístic i llibres d'artista, i ha arribat a viatjar fins a la Xina i el Japó. Entre 2010 i 2012 va ser impulsora i coordinadora del Laboratori Creatiu d'Amics de les Arts i Joventuts Musicals de Terrassa. Després de la seva mort l'any 2014, s'han organitzat diferents activitats per recordar la figura de Roser López Monsò, començant pel cicle Cinc dijous amb la Roser, organitzat conjuntament pel Centre de Documentació i Museu Tèxtil i els Amics de les Arts i Joventuts Musicals l'octubre de 2015. A continuació es va inaugurar l'exposició múltiple Diàlegs amb Roser López Monsò, en la que diferents artistes dialogaven amb algunes de les seves obres en tres espais diferents de la ciutat de Terrassa,ref>«Laboratori Amics de les Arts. Roser López Monsò», 26-11-2015. [Consulta: 20 gener 2016].</ref> i s'ha publicat Apunts per a una teoria del desig, una antologia de la seva obra.

## Obra

### Poesia
- Al palmell del cor. Terrassa: Mirall de glaç, 2000
- "Menú de degustació subjugat". A Diari de Terrassa, 12 d'abril de 2003. (Poema inclòs en l'article "Versos con un toque femenino")
- "Milers de pagines". A Premis Calassanç de la ciutat de Terrassa. Terrassa: Escola Pia de Terrassa, 2002.[4]
- "Bilingüe". Recull Premis Poesia i Relats Curts Dona més dona (VI). Terrassa, 2008. (Primer premi de poesia)

### Narrativa
- "El diari de l'escultora". Narracions de dones, 2. Concurs de Narrativa per a dones. Terrassa, abril 1988. p.9-22.
- "Hi havia un àngel que jugava amb dues madeixes de fil" .Recull IX Mercè Rodoreda, Molins de Rei, 1998. Finalista del IX Concurs de Narrativa Literària Mercè Rodoreda de Molins de Rei.
- "Color de fulla seca". Narracions de dones, 9. Concurs de Narrativa per a dones. Terrassa, abril de 2005. p.63-77.[5]

### Narrativa Infantil
- El mirall de les Aigües. Barcelona: Baula, 2001. ISBN 8447908844

### Contes
- "El secret de la tomba de Mura". Diari de Terrassa, 7 d'octubre de 1994.
- "Felis Mendax". Cavall Fort, Barcelona, gener de 1997. Conte que pertany a Animaleses, inventari breu d'animals insòlits (Finalista premi Cavall Fort i Semifinalista XI Premi Lola Anglada de contes breus per a nois i noies.)
- "Al fons del llac". Diari de Terrassa, 12 de setembre de 1998.[6]

### Cinema
- El cinema a Terrassa: crònica ciutadana d'un segle amb projecció amb imatges en moviment. Terrassa: Comissió del Centenari del Cinema a Terrassa, 1997. ISBN 8476459491

### Antologia
- Apunts per a una teoria del desig. Art tèxtil, poesia visual i obra literària de Roser López Monsò (antologia), edició a cura de Jordi F. Fernández i Xavier Juanhuix. Terrassa: Amics de les Arts i Joventuts Musicals, 2016. ISBN 9788460848868.